# Kanton Ardes
Ardes is een voormalig kanton van het Franse departement Puy-de-Dôme. Het kanton maakte deel uit van het arrondissement Issoire tot het op 22 maart 2015 werd opgeheven en de gemeenten werden opgenomen in het op die dag gevormde kanton Brassac-les-Mines.

## Gemeenten
Het kanton Ardes omvatte de volgende gemeenten:
- Anzat-le-Luguet
- Apchat
- Ardes (hoofdplaats)
- Augnat
- La Chapelle-Marcousse
- Chassagne
- Dauzat-sur-Vodable
- La Godivelle
- Madriat
- Mazoires
- Rentières
- Roche-Charles-la-Mayrand
- Saint-Alyre-ès-Montagne
- Saint-Hérent
- Ternant-les-Eaux